# Uni
Uni fou un estat tributari protegit a l'agència de Malwa, Índia central.
La superfície era de 13 km² i la població de 494 habitants el 1901. Els ingressos s'estimaven el mateix any en 1.800 rúpies. El sobirà portava el títol de thakur i era un rajput doria.